# Neocossyphus
Neocossyphus es un género de aves paseriformes perteneciente a la familia Turdidae. Agrupa a dos especies reconocidas, nativas de los bosques de África.

## Especies
Actualmente se reconocen las dos siguientes especies:
- Neocossyphus rufus (Fischer & Reichenow, 1884) — zorzal colirrufo;[3]
- Neocossyphus poensis (Strickland, 1844) — zorzal de Fernando Póo.[3]

Anteriormente se incluían dos especies más que ahora se clasifican en el género Stizorhina.
- Neocossyphus fraseri (Strickland, 1844) — zorzal de Fraser;[3]
- Neocossyphus finschii (Sharpe, 1870) — zorzal de Finsch.[3]